# Jorge Pezet
Jorge Pezet (Lima, 1897 - Ciudad de México, 11 de octubre de 1935) fue un productor y guionista de cine mexicano nacido en Perú.

## Filmografía

### Productor
- El fantasma del convento (1934)
- El tigre de Yautepec (1933)

### Guionista
- El fantasma del convento (1934)
- El tigre de Yautepec (1933)